# Лесничество (Угранский район)
Лесни́чество — посёлок в Угранском районе Смоленской области России. Входит в состав Ключиковского сельского поселения. 
Население — 26 жителей (2007 год). 
Расположен в юго-восточной части области в 15 км к югу от Угры, в 16 км южнее автодороги Знаменка-Спас-Деменск, на берегу реки Баскаковка. В 1,5 км восточнее от посёлка находится железнодорожная станция Баскаковка на линии Торжок-Брянск.

## История
В годы Великой Отечественной войны посёлок был оккупирован гитлеровскими войсками в октябре 1941 года, освобождён в марте 1943 года.